# Mandjakma
Mandjakma est une localité de l'Extrême-Nord du Cameroun. Elle dépend de l'arrondissement de Tchatibali et du département de Mayo-Danay à proximité de la frontière avec le Tchad

## Géographie

### Localisation
Mandjakma se situe entre la commune même de Tchatibali (se situant à environ 4,5 km au sud), disposant d'un accès vers l'un des axes routiers (la D7 ou départementale 7), et la frontière avec le Tchad. 

## Population
En 2005 la population comptait 1 789 personnes dont 861 hommes et 928 femmes.